# Astrotech Corporation
Astrotech Corporation, anteriorment Spacehab Inc., és un viver de tecnologia amb seu a Austin, Texas. Astrotech utilitza la tecnologia d'origen intern com de les institucions de recerca, laboratoris governamentals i universitats per finançar, gestionar i vendre empreses de nova creació.

## Història

### Astrotech Corporation
Astrotech Corporation va ser fundada el 1984. Abans del 2009, es coneixia com a SPACEHAB, Inc., una companyia que va proporcionar l'equip de l'experimentació de la microgravetat de l'hàbitat de l'espai i serveis a la NASA durant l'era dels transbordadors espacials. A mesura que el programa de la llançadora va arribar a la seva fi, l'empresa va posar més èmfasi en el seu negoci de processament de naus espacials, Astrotech Space Operations, Inc. (ASO), el seu negoci d'instrumentació d'espectròmetre de masses, 1st Detect, Inc. i la seva companyia de desenvolupament de vacunes contra la microgravetat, Astrogenetix, Inc. Al febrer de 2015, la companyia va adquirir un programari de correcció de defectes i Astral Images Corp. va ser creada per comercialitzar tecnologia de processament d'imatges de satèl·lit finançada pel govern i investigació en correcció i millora automatitzada d'imatges.

### Spacehab

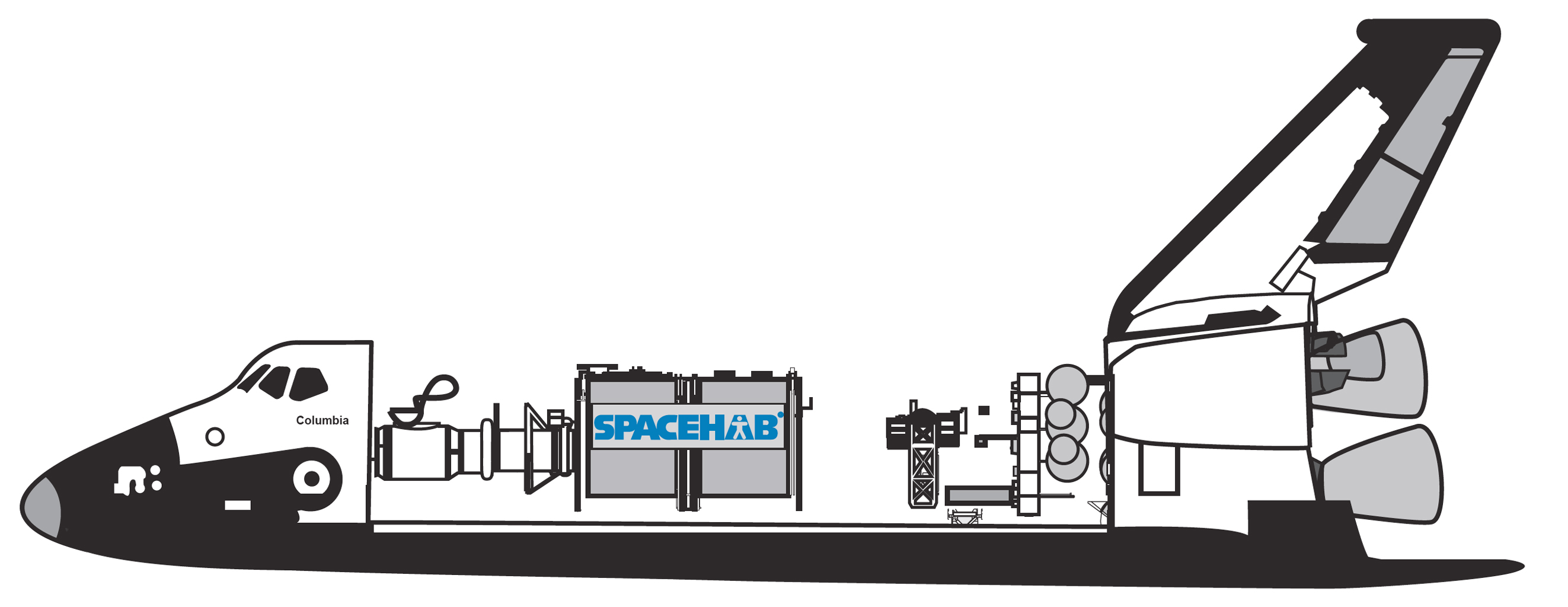
Spacehab Investiga Mòdul Doble (RDM) unitat en el Transbordador espacial

Spacehab va ser fundada el 1984 per Bob Citron amb l'ajuda i el suport de CSP Associates de Cambridge, MA. L'equip de CSP Associates va incloure al fundador David W. Lippy juntament amb els seus socis Brad Meslin i Marc Oderman. Va ser un dels consultors de CSP, el Dr. David Williamson qui va concebre la idea d'augmentar l'espai de càrrega en els transbordadors com el focus principal de la missió d'Spacehab. Va ser la primera en capital de risc que va ser subministrada per Al Zesiger de BEA Associates a la ciutat de Nova York, així com el Dr. Shelley Harrison també de Nova York. CSP Associates i els seus contactes de risc van ser els responsables d'elevar la major part dels fons inicials primerencs per aconseguir que l'empresa fora de la terra i finançat. Al llarg dels seus més de 20 anys d'història, Spacehab ha contractat més de mil milions de dòlars en vendes totals.
El maquinari de l'Spacehab consisteix en:
- Integrated Cargo Carrier (ICC), no pressuritzat
- External Stowage Platform (ESP-2 i ESP-3), una variant de la ICC
- Logistics Single Module (LSM) and Logistics Double Module (LDM)
- Single Module (SM) and Research Double Module (RDM), pressuritzat

El maquinari d'Spacehab va ser dissenyat específicament per ser ubicat dins de la bodega de càrrega dels transbordadors espacials i va volar en un total de 22 missions de transbordador espacial, entre ells set a l'estació espacial russa Mir i vuit a l'Estació Espacial Internacional (ISS). El Mòdul Únic va volar en set missions, i el Mòdul de Recerca Doble volar només en la desafortunada missió Columbia STS-107, en la qual va ser destruït.

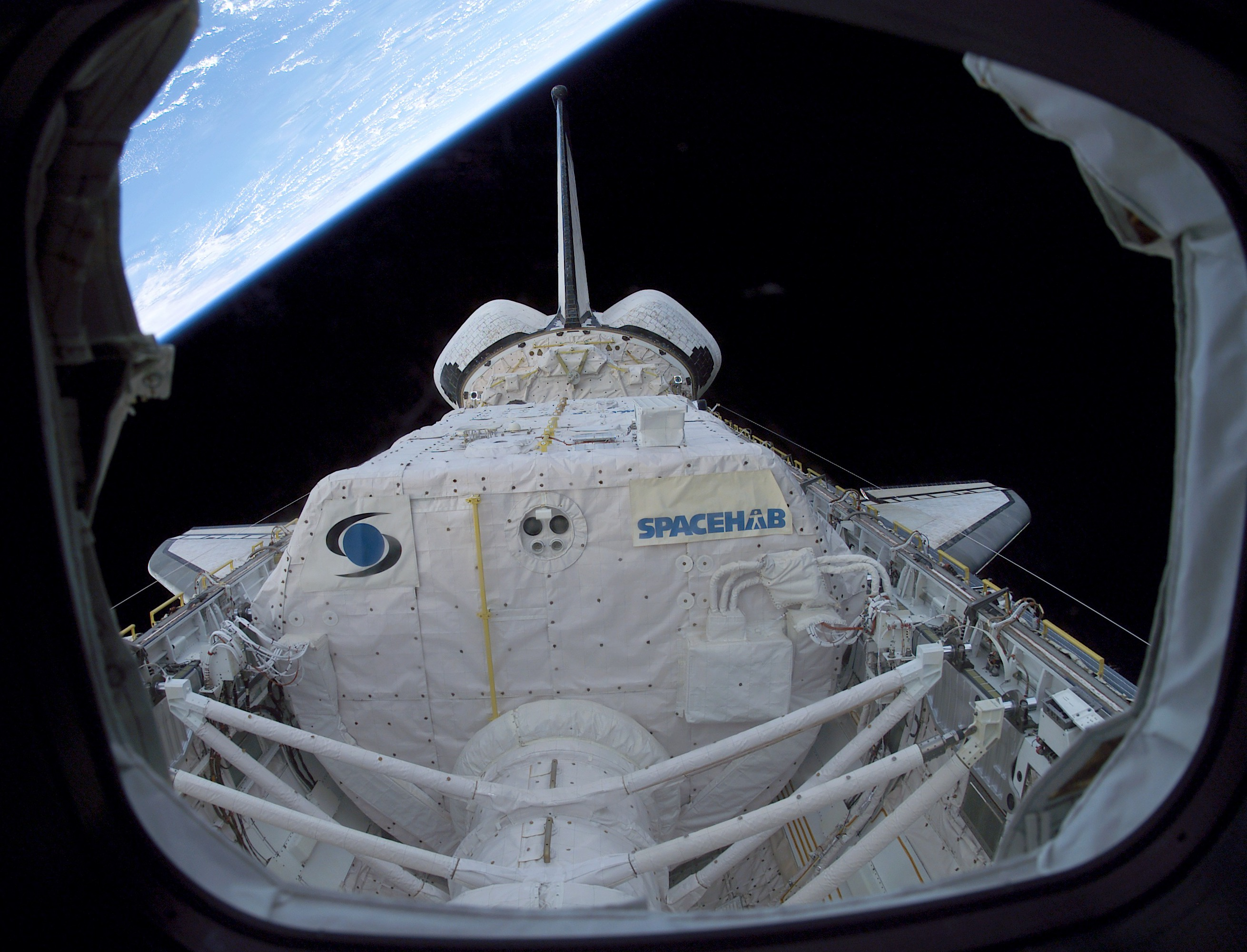
Spacehab Research Double Module en la nau de carga del transbordador.

El vol inaugural del mòdul doble d'investigació de l'Spacehab, que es va llançar el gener de 2003 en STS-107, va acabar quan el transbordador espacial Columbia es va trencar durant la reentrada.
El vol inaugural del mòdul doble d'investigació de l'Spacehab, que es va llançar el gener de 2003 en STS-107, va acabar quan el transbordador espacial Columbia es va trencar durant la reentrada. El gener de 2004, Spacehab va presentar una demanda formal contra la NASA per la quantitat de 87,7 milions de dòlars per la pèrdua causada per l'accident del Columbia. El febrer de 2003, Spacehab va rebre 17,7 milions de dòlars dels ingressos de la seva pòlissa d'assegurança comercial, i a l'octubre de 2004 la NASA va pagar a la companyia 8,2 milions de dòlars. Al febrer de 2007, Spacehab va abandonar tot litigi contra la NASA.
El maquinari de l'ICC de l'Spacehab encara s'ha desenvolupat més en l'External Stowage Platform (ESP-2 i ESP-1), que estan permanentment desplegats a l'ISS. L'ESP-2 està actualment connectat a la resclosa de l'Estació Espacial Internacional, proporcionant l'única instal·lació permanent de "recanvis comercials" per a la tripulació de l'ISS. El 8 d'agost del 2007, l'ESP-3 va ser desplegat durant la missió STS-118 del transbordador espacial.

#### Vols
| Vol     | Data                     | Orbitador  | Missió                     | Elements       |
| ------- | ------------------------ | ---------- | -------------------------- | -------------- |
| STS-57  | Juny/juliol de 1993      | Endeavour  | Recerca                    | SM             |
| STS-60  | Febrer de 1994           | Discovery  | Desperta Facilitat d'Escut | SM             |
| STS-63  | Febrer 1995              | Discovery  | Mir rendezvous             | SM             |
| STS-76  | Març de 1996             | Atlantis   | Mir docking                | SM             |
| STS-77  | Maig de 1996             | Endeavour  | SPARTAN                    | SM             |
| STS-79  | Setembre de 1996         | Atlantis   | Mir docking                | LDM            |
| STS-81  | Gener de 1997            | Atlantis   | Mir docking                | LDM            |
| STS-84  | Maig de 1997             | Atlantis   | Mir docking                | LDM            |
| STS-86  | octubre de 1997          | Atlantis   | Mir docking                | LDM            |
| STS-89  | Gener de 1998            | Endeavour  | Mir docking                | LDM            |
| STS-91  | Juny de 1998             | Discovery  | Mir docking                | SM             |
| STS-95  | Octubre/novembre de 1998 | Descoberta | SPARTAN                    | SM             |
| STS-96  | Maig/juny de 1999        | Discovery  | ISS docking                | ICC + de LDM   |
| STS-101 | Maig de 2000             | Atlantis   | ISS docking                | ICC + de LDM   |
| STS-106 | Setembre de 2000         | Atlantis   | ISS docking                | ICC + de LDM   |
| STS-102 | Març de 2001             | Descoberta | ISS docking                | ESP + d'ICC-1  |
| STS-105 | Agost de 2001            | Discovery  | ISS docking                | ICC            |
| STS-107 | Gener/febrer de 2003     | Columbia   | Research                   | RDM            |
| STS-114 | Juliol/agost de 2005     | Discovery  | ISS docking                | ESP-2          |
| STS-121 | Juliol de 2006           | Discovery  | ISS docking                | ICC            |
| STS-116 | Desembre de 2006         | Discovery  | ISS docking                | ICC + de LSM   |
| STS-118 | Agost de 2007            | Endeavour  | ISS docking                | ESP + de LSM-3 |

Llegenda:
- ESP - External Stowage Platform
- ICC - Integrated Cargo Carrier
- LDM - Logistics Double Module
- LSM - Logistics Single Module
- SM - Single Module
- RDM - Research Double Module

### Astrotech Space Operations (ASO)
La companyia va canviar el seu nom a Astrotech Corporation al 2009 per alinear el nom corporatiu amb l'oferta de negoci de la companyia, Astrotech Space Operation. ASO proporciona tot el suport necessari perquè els clients governamentals i comercials processin amb èxit el seu maquinari satelital per al seu llançament, inclosa la planificació; construcció i ús d'equips i instal·lacions úniques; i la sortida de vehicles espacials, l'encapsulació, el proveïment de combustible i el transport.
Demostrant la seva estratègia emprenedora, la gerència d'Astrotech Corporation va vendre a ASO, el seu estat de la tècnica de les operacions de servei per satèl·lit, a Lockheed Martin a l'agost de 2014.

## Productes i serveis

### Detecció i anàlisis químiques
1st Detect, una filial d'Astrotech, desenvolupa, fabrica i ven espectròmetres de masses potents, altament sensibles i precisos que poden ser utilitzats en la detecció d'explosius i guerra química per al Departament de Seguretat Nacional i l'exèrcit.

### Restauració, correcció i millora de pel·lícules
Astral Images ven la pel·lícula a la millora digital de la imatge, l'eliminació de defectes i el programari de correcció de color, i els serveis de postprocessament, proporcionant la conversió econòmicament factible de televisió i pel·lícules de 35mm i 16mm de característiques al nou 4K ultra alta definició (UHD) del format necessari per a la nova generació de distribució digital. La tecnologia principal d'Astral Images s'obté de dècades de recerca de la imatge dels laboratoris d'IBM i Kodak combinats amb la tecnologia de satèl·lit classificada de laboratoris governamentals.

### Desenvolupament de vacunes
A partir de l'extensa investigació de microgravetat de la NASA, Astrogenetix està aplicant una plataforma de descobriment en òrbita ràpida emprant l'Estació Espacial Internacional per desenvolupar vacunes i altres teràpies.

### Operacions espacials

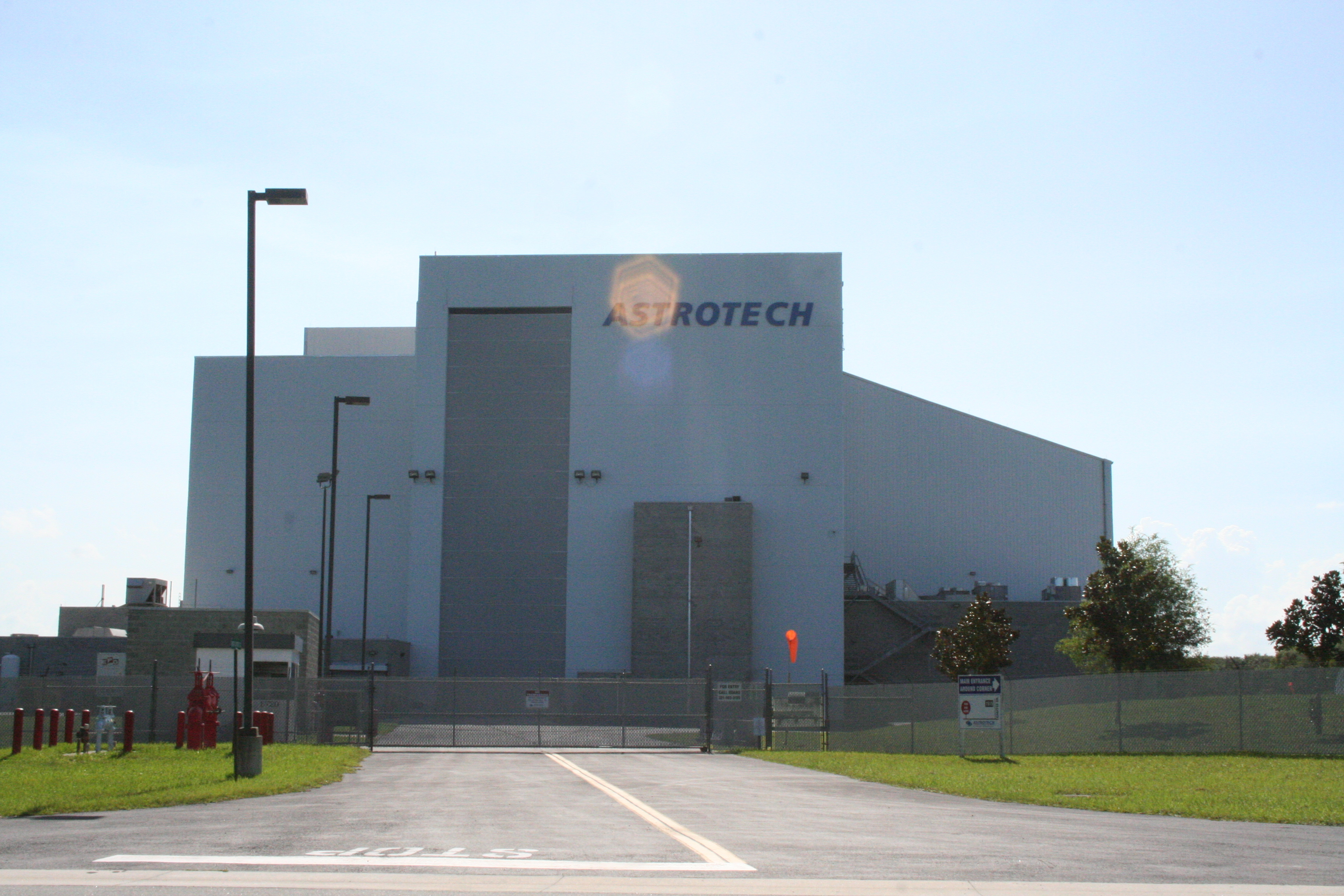
Instal·lació de processament de naus espacials d'Astrotech a Titusville

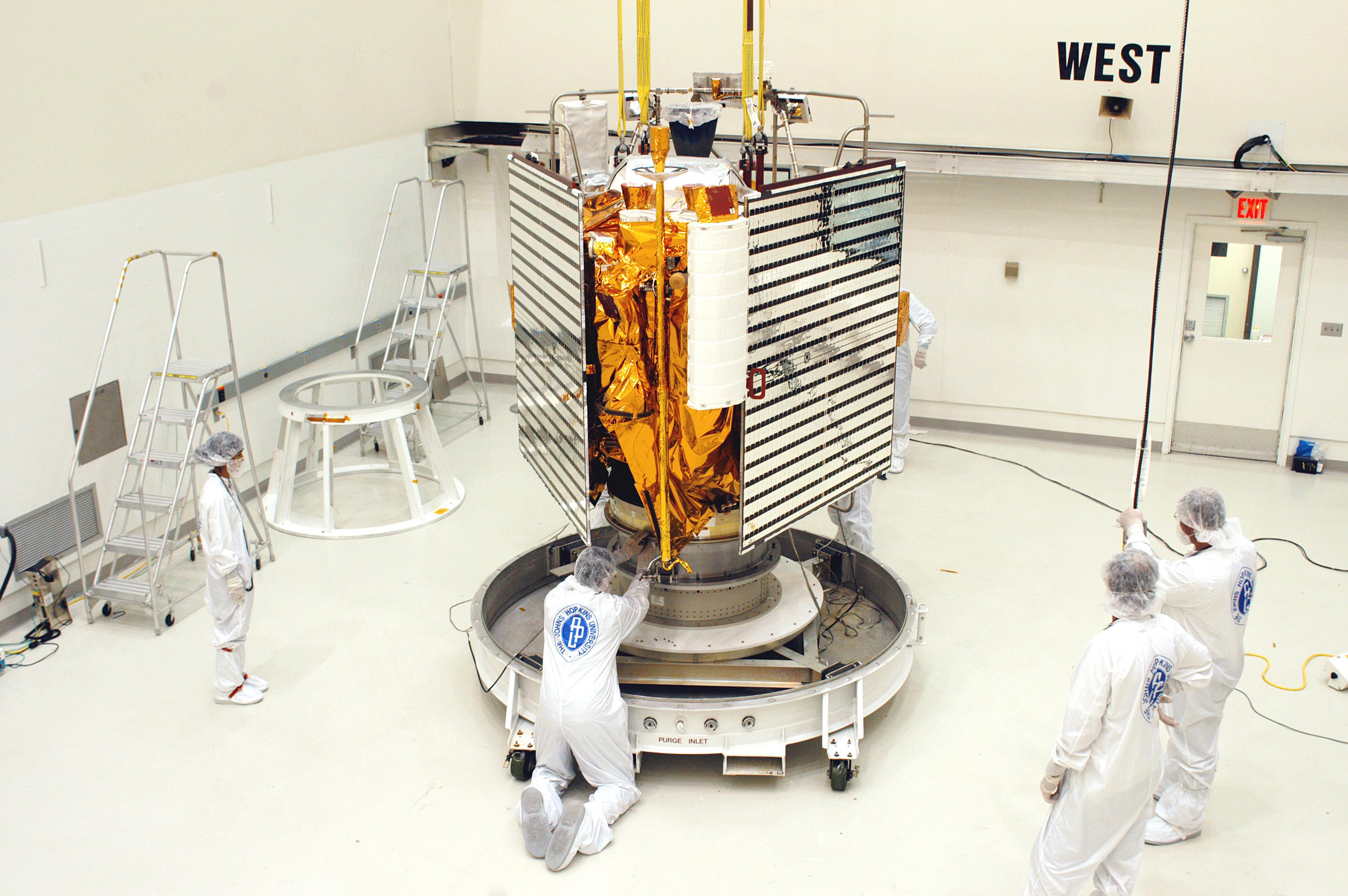
MESSENGER a Astrotech.

Abans de l'adquisició de Lockheed Martin el 2014, Astrotech va proporcionar serveis de processament de satèl·lits als mercats estatals i comercials espacials a través de la seva filial Astrotech Space Operations (ASO) situada a Titusville, Florida, a tres milles (5 km) del Centre Espacial John F. Kennedy. Compta amb més de 14.000 m2 d'espai per a processament de sales blanques i serveis de satèl·lits per a les famílies de coets Atlas i Delta de la United Launch Alliance, Orbital Sciences Taurus i Pegasus, i els vehicles de llançament SpaceX Falcon 9. Astrotech posseïa i operava en instal·lacions de processament situades a la Base de la Força Aèria de Vandenberg a la Western Range a Califòrnia. També a Califòrnia, ASO proveeix el processament de càrrega i suport d'administració d'instal·lacions per al programa Sea Launch en les Instal·lacions Portuàries de Long Beach.

### ARCTUS
El 10 de desembre de 2007, Spacehab va donar a conèixer detalls sobre la seva propera Nau de Recerca Avançada i Utilització Convencional de Tecnologia de la Nau Espacial dissenyada per lliurar càrrega i tornar càrrega des de l'Estació Espacial Internacional. El projecte va ser arxivat posteriorment.